# زاویه دید

زاویه دید یک دوربین که می‌توان آن را افقی، عمودی یا مایل اندازه‌گیری کرد.

زاویهٔ دید (به انگلیسی: Angle of view)، زاویه‌ای است که لنز می‌تواند صحنهٔ روبه‌روی خود را ببیند؛ اگر خطی فرضی از لنز به دو انتهای منظره‌ای که دیده می‌شود ترسیم کنیم، زاویهٔ بین این دوخط، زاویهٔ دید خواهد بود. زاویهٔ دید را فاصلهٔ کانونی مشخص می‌کند و هرچه فاصلهٔ کانونی بیشتر باشد، زاویهٔ دید کوچک‌تر و هرچه فاصلهٔ کانونی کمتر شود، زاویهٔ دید بزرگ‌تر می‌شود.